# Can Baliarda
Can Baliarda és una masia situada a la part alta del barri d'Horta de Barcelona, entre el passeig de Valldaura i la carretera d'Horta a Cerdanyola, catalogada com a bé amb elements d'interès (categoria C).

## Història
D'origen molt antic, se'n té referències documentals l'any 1502, quan pertanyia a la parròquia de Sant Joan d'Horta, i el rector Miquel Mata la llogà a Francesc Clotes. Un dels seus descendents fou Ignasi Baliarda, de qui la masia prengué el nom.
El 1880, Victòria Comes, casada amb Antoni Pinós, obté permís per a transformar la masia en casa de veïns, aixecant.hi un segon pis. El seu fill Josep Pinós i Comes va ser un pintor important del modernisme; un carrer vora el parc de la Unitat li està dedicat. També hi van viure el pintor Rafael Llimona i Benet i el seu fill Jordi Llimona i Barret.

## Descripció
La masia, de planta quadrada, tenia les quadres a la planta baixa, així com el celler, el cup i les eines de conreu. Al primer pis, la sala d'estar i les golfes. Al voltant es conreava una gran extensió de vinyes. La casa està envoltada per una densa i variada vegetació.